# Jacobus Barbireau

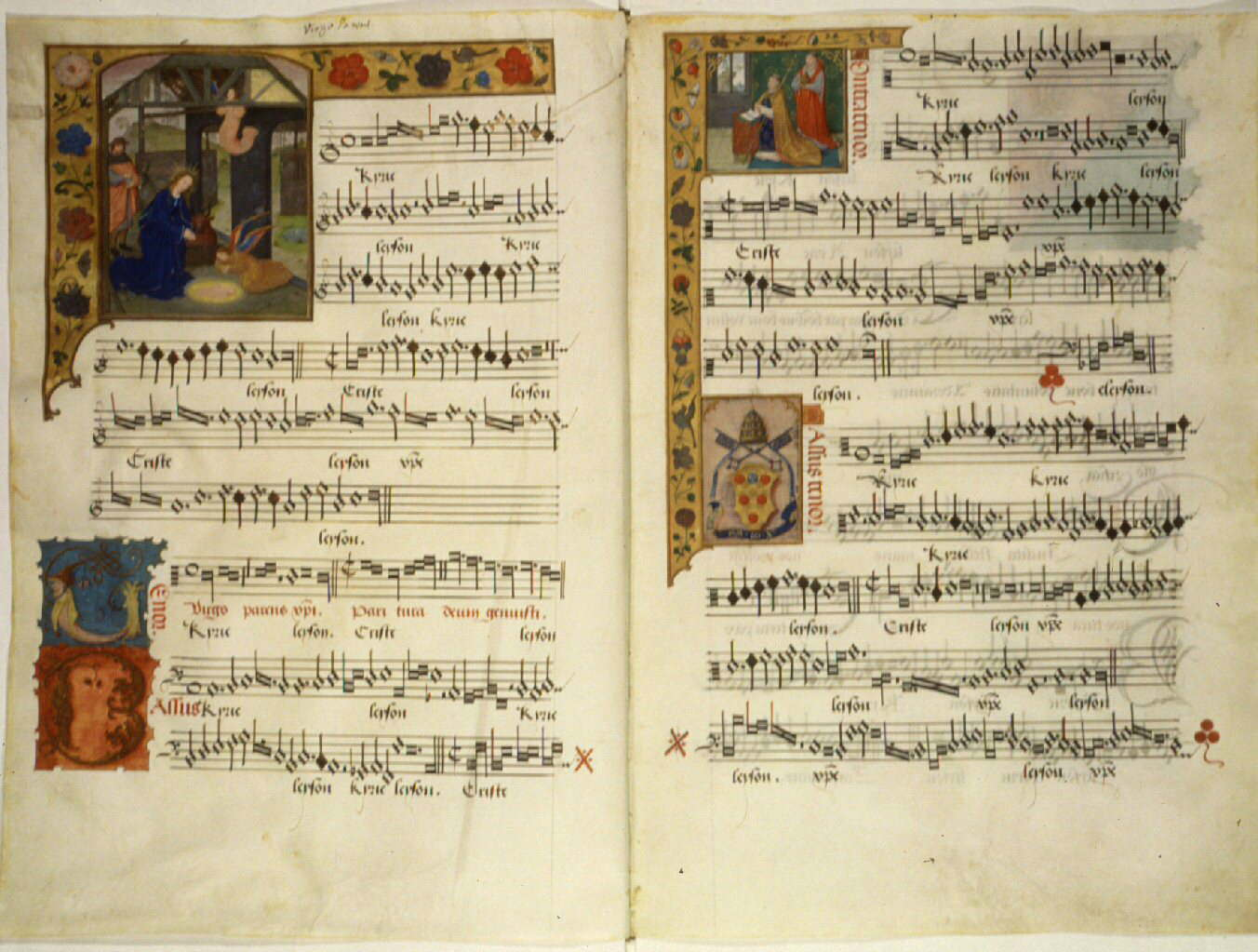
Copia manoscritta illustrata della Missa Virgo parens Christi di Jacobus Barbireau, composta nel tardo XV secolo e copiata agli inizi del XVI secolo come dono a Papa Leone X

Jacobus Barbireau talvolta citato anche come Barbirianus, (Anversa, 1455 – 7 agosto 1491) è stato un compositore fiammingo membro della Scuola franco fiamminga, considerato un ottimo compositore sia dai suoi contemporanei che dagli studiosi, anche se visse non molto a lungo e la sua produzione è molto scarsa.

## Biografia
Fino agli anni 1960 venne confuso con un altro compositore posteriore a lui di nome Barbingant. Ciò fu determinato dal fatto che le fonti del tempo usano dizioni diverse o addirittura omettono il nome del compositore indicando il solo cognome. Barbireau nacque quasi certamente ad Anversa ed entrambi i suoi genitori erano di quella città. Dal 1482 ottenne il titolo di Master of Arts e pertanto si presume che abbia frequentato l'università negli anni 1470. Egli dovette studiare con il famoso umanista e musicista Rudolf Agricola, che fu attivo a Ferrara negli anni 1470 e dopo si trasferì ad Heidelberg, visto che esistono numerose lettere scritte da Agricola a Barbireau. Una di queste contiene diverse notizie sulla vita di Barbireau. Secondo queste, Barbireau era attivo come compositore già dal 1484 ma la sua fama non era ancora diffusa al di fuori della sua nativa Anversa.
Nel 1484 Barbireau ottenne il posto di maestro del coro alla Cattedrale di Anversa, carica che mantenne fino alla morte. Massimiliano I, imperatore del Sacro Romano Impero, evidentemente lo teneva in grande considerazione, e quando Barbireau si recò a Buda in Ungheria nel 1490, Beatrice d'Aragona parlò molto bene di lui. La sua salute era però malferma e negli ultimi nove anni della sua vita soffrì molto. Morì ad Anversa, non molto tempo dopo il ritorno dall'Ungheria.

## Musica
La biblioteca della Cattedrale di Anversa venne distrutta da fanatici religiosi nel 1556, e con essa probabilmente andò distrutta la maggior parte della musica di Barbireau. Qualcosa, comunque è sopravvissuto, la maggior parte in fonti estere, compreso il Codice Chigi, dimostrando l'elevata qualità delle composizioni. Scrivendo nel 2001 nel New Grove, Rob Wegman nota: "Barbireau mostra una grande pulizia contrappuntistica e intraprendenze melodico-armoniche che lo mettono saldamente alla pari con compositori come Isaac e Obrecht." In effetti il suo stile è strettamente legato a quello di Heinrich Isaac, un altro fiammingo che trascorse gran parte della sua vita lavorativa nelle zone di lingua tedesca.
Due sue messe sono giunte fino a noi, una a quattro e l'altra a cinque voci, oltre ad un Kyrie per la festività di Pasqua ed un famoso mottetto basato sulla canzone di Salomone, Osculetur me, a quattro voci. La messa a cinque voci ha un inusuale arrangiamento in quanto le voci hanno parti divise, indicando così che per la sua esecuzione sarebbero necessarie almeno dieci voci attuali. In questa composizione si notano elevati contrasti nella tessitura, con parti omofoniche alternate a brani polifonici, e con parti in rapido movimento che si muovono intorno alle parti più lente. Il mottetto Osculetur me usa nella voce bassa alcune reminiscenze di Ockeghem.
Della sua musica profana, la canzone "Een vroylic wesen", a tre voci, divenne famosa in tutta Europa, apparendo in arrangiamenti diversi in numerose città della Spagna, Italia e Inghilterra. Heinrich Isaac usò il tema di questa canzone per la sua Missa Frölich wesen. Per la verità tutte e tre le melodie delle sue canzoni vennero utilizzate come basi per messe, sia da Isaac che da Jacob Obrecht.

## Opere

### Messe e movimenti da messa
1. Missa Faulx perverse (4 voci)
2. Missa virgo parens Christi (5 voci)
3. Kyrie paschale (4 voci)

### Mottetti
1. Osculetur me (4 voci)

### Musica profana
1. Een vroylic wesen (3 voci)
2. Gracioulx et biaulx (3 voci)
3. Scon lief (3 voci)

Tutte e tre le canzoni sono disponibili su Planet.nl